# قائمة ناسا لمراكز الزوار

شعار وكالة ناسا الفضائية

مراكز الزوار التابعة لناسا هي مراكز تهدف إلى تسهيل الإتصال بين المراكز الرسمية وتوفير بيئة مناسبة لرواد الفضاء لتبادل الخبرات.

## المراكز
| مركز زوار                            | مركز ناسا                            | المدينة                          |
| ------------------------------------ | ------------------------------------ | -------------------------------- |
| مركز أميس الفضائي                    | مركز أميس للأبحاث                    | موفيت فيلد، كاليفورنيا           |
| مركز غودارد لرحلات الفضاء            | مركز جودارد لرحلات الفضاء            | غرينبيلت، ميريلاند               |
| مركز زوار كينيدي الفضائي             | مركز كينيدي للفضاء                   | جزيرة ميريت، فلوريدا             |
| مركز فالوبس للزوار                   | مركز طيران فالوبس                    | جزيرة والوبس، فرجينيا            |
| مركز الفضاء والصواريخ الأمريكية      | مركز مارشال لبعثات الفضاء            | هنتسفيل، ألاباما                 |
| مركز أبحاث الطيران نيل إيه أرمسترونغ | مركز أبحاث الطيران نيل إيه أرمسترونغ | قاعدة ادواردز الجوية، كاليفورنيا |
| مركز علوم البحيرات العظمى            | مركز جلين للأبحاث                    | كليفلاند، أوهايو                 |
| مختبر الدفع النفاث                   | مختبر الدفع النفاث                   | باسادينا، كاليفورنيا             |
| مركز هيوستن الفضائي                  | مركز لندون بي جونسون للفضاء          | هيوستن، تكساس                    |
| مركز جون ستينيس الفضائي              | مركز جون ستينيس الفضائي              | مقاطعة هانكوك، ميسيسيبي          |
| مركز فرجينيا للطيران والفضاء         | مركز لانغلي البحثي                   | هامبتون، فرجينيا                 |

## وصلات خارجية
- الصفحة الرئيسية لموقع ناسا
- مقاطع فيديو من موقع ناسا